# Неупокоева, Мария Ивановна
Мария Ивановна Неупокоева (дев. Лагутина) (5 октября 1927, Нижний Ольшанец, Курская губерния — 16 марта 1986, Курган) — бригадир маляров треста «Курганжилстрой», Курганская область, Герой Социалистического Труда (1971).

## Биография
Мария Ивановна Лагутина родилась 5 октября 1927 года в селе Нижний Ольшанец Нижне-Ольшанского сельсовета Масловской волости  Белгородского уезда Курской губернии, ныне село входит в Городское поселение «Посёлок Разумное» Белгородского района Белгородской области. Русская.
В 1932 году семья переехала в город Харьков Украинской ССР, окончила школу-семилетку. Пережила оккупацию.
Трудовую деятельность начала на заводе чертежницей-копировщицей, одновременно училась в вечерней школе. В 1947 году семья переехала в город Львов, где окончила торгово-кулинарную школу и стала работать поваром, вышла замуж. Вскоре с мужем переехала к отцу в город Даугавпилс Латвийской ССР, здесь они стали работать в строительной бригаде у отца.
В декабре 1956 года по путевке ЦК ВЛКСМ с мужем приехали в город Курган, на родину мужа. Вначале работала маляром строительного участка № 1 треста № 74. В 1959 году возглавила бригаду маляров треста «Кургангражданстрой», позже реорганизованного в производственное строительно-монтажное объединение «Кургантяжстрой». Бригаду приняла от мужа, ушедшего на повышение.
За период трудовой деятельности Неупокоева М. И. стала специалистом высшей квалификации, умелым организатором производства, воспитателем трудового коллектива. Она всегда уделяла много времени молодежи, щедро передавала молодым строителям свои знания, мастерство и жизненный опыт. Ежегодно её коллектив значительно перевыполнял планы по отделке жилья с отличным качеством, он одним из первых освоил отделку крупнопанельных домов, где впервые применил высококачественную клеевую окраску. Все годы бригаде маляров под руководством Неупокоевой присваивалось почетное звание «Бригада высокого качества».
Указом Президиума Верховного Совета СССР от 5 апреля 1971 года за выдающиеся успехи в выполнении заданий пятилетнего плана по строительству и вводу в действие производственных мощностей, жилых домов и объектов культурно-бытового назначения, Неупокоевой Марии Ивановне, присвоено звание Героя Социалистического Труда с вручением ордена Ленина и золотой медали «Серп и Молот».
Бригадирские обязанности успешно совмещала с активной общественной деятельностью. Несколько лет была членом Всесоюзного Центрального Совета Профессиональных Союзов, участвовала в работе XIII, XIV и XV съездов профсоюзов СССР, избиралась делегатом на XXIV съезд КПСС, членом Курганского обкома КПСС и Курганского горкома КПСС, Курганского областного совета профсоюзов, депутатом Курганского областного и Курганского городского Советов народных депутатов.
Трудилась до ухода на пенсию в 1982 году.
Жила в городе Кургане Курганской области.
Мария Ивановна Неупокоева скончалась 16 марта 1986 года, похоронена на Новом Рябковском кладбище города Кургана Курганской области.

## Награды
- Герой Социалистического Труда, 5 апреля 1971 года
  - Орден Ленина № 405808
  - Медаль «Серп и Молот» № 18099
- Орден Ленина, 11 августа 1966 года
- Юбилейная медаль «За доблестный труд. В ознаменование 100-летия со дня рождения Владимира Ильича Ленина», 1970 год
- Звание «Заслуженный строитель РСФСР»
- Звание «Почетный гражданин города Кургана», 9 августа 1982 года